# Wólka Tanewska
Wólka Tanewska (deutsch Tanefsau) ist eine Ortschaft mit einem Schulzenamt der Gemeinde Ulanów im Powiat Niżański der Woiwodschaft Karpatenvorland in Polen.

## Geographie
Der Ort liegt an der Mündung des Flusses Tanew in den San, gegenüber Ulanów (im Süden), im Sandomirer Becken. Andere Nachbarorte sind Przędzel im Südwesten (hinter dem San), Zarzecze im Westen, Huta Deręgowska im Norden, sowie Dąbrówka im Osten.

## Geschichte

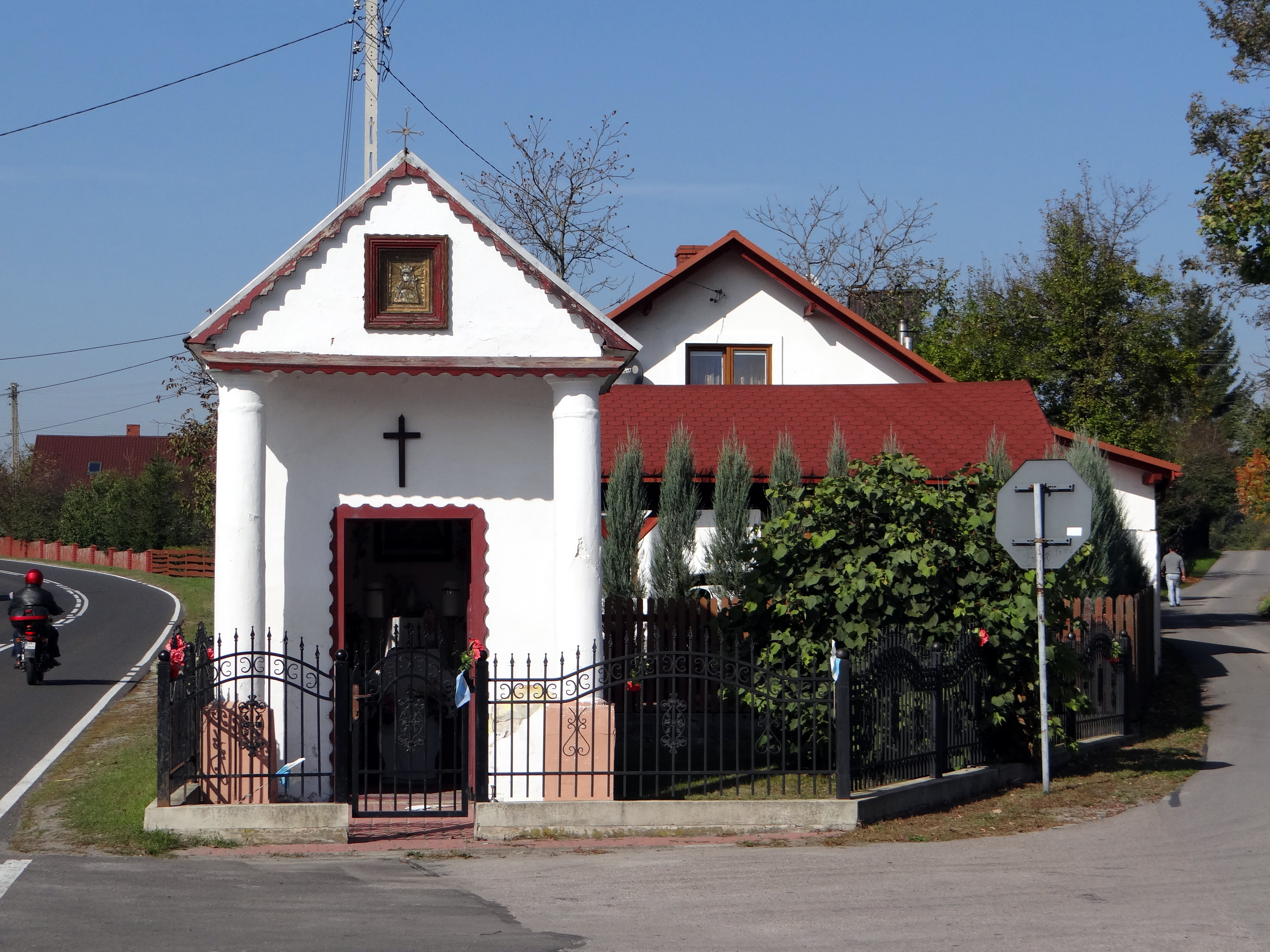
Wólka Tanewska

Der Ort wurde von Jan Długosz in der Beschreibung des Bistums Krakau aus den Jahren 1470 bis 1480 als Tnyew, alias Wolya Tnewska, villa sub parochia de Byelini siti, cuius haeres Johannes Jugosszowsky de armis Habdank beschrieben.
Bei der Ersten Teilung Polens kam das Dorf 1772 zum neuen Königreich Galizien und Lodomerien des habsburgischen Kaiserreichs (ab 1804).
Im Jahre 1783 wurden im Zuge der Josephinischen Kolonisation in Wólka Tanewska 3 deutsche katholische Familien (15/16 Personen) angesiedelt. Mit 31 Hektar war die Kolonie Tanefsau die zweitkleinste im Sandomirer Becken, mehrfach kleiner als Rauchendorf, einige Kilometer flussaufwärts östlich. 1812 gab es noch 10 Deutsche, aber die Kolonie wurde bis zur 2. Hälfte des 19. Jahrhunderts völlig polonisiert. Im Jahr 1900 hatte die Gemeinde Wólka Tanewska im Bezirk Nisko eine Fläche von 804 Hektar, 179 Häuser mit 1057 Einwohnern, davon waren alle polnischsprachig, außer 984 Römisch-Katholiken gab es 28 Griechisch-Katholiken und 45 Juden.
1918, nach dem Ende des Ersten Weltkriegs und dem Zusammenbruch der k.u.k. Monarchie, kam Wólka Tanewska zu Polen.
Im Zweiten Weltkrieg gehörte es zum Generalgouvernement.
Von 1975 bis 1998 gehörte Wólka Tanewska zur Woiwodschaft Tarnobrzeg.